# Hellegat (Zeeuws-Vlaanderen)

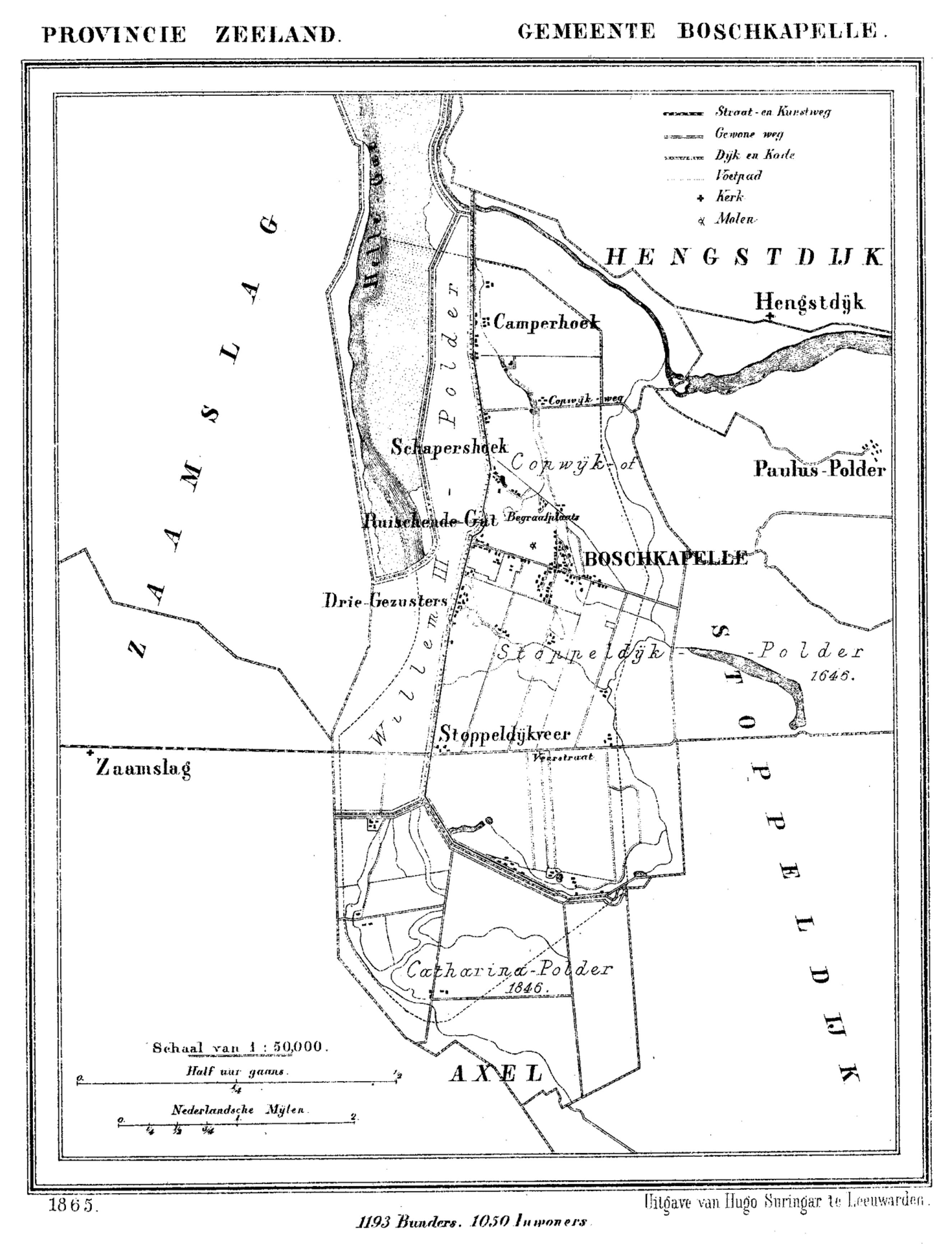
Op deze kaart uit 1865 is het Hellegat aangegeven, hier is het echter al gedeeltelijk ingepolderd.

Het Hellegat is een voormalige zeearm in Zeeuws-Vlaanderen. Het liep van de Westerschelde tot de Belgische/Nederlandse grens, waar tegenwoordig ongeveer de gemeentegrens van Hulst met Terneuzen loopt. Het Hellegat ontstond door de inundaties die omstreeks 1585 plaatsvonden. De monding van het Hellegat lag op een viertal kilometer ten noordwesten van Hengstdijk tegenover de huidige Platen van Hulst.
Via het Hellegat was Hulst een zeehaven. De aanleg van de Riet- en Wulfsdijkpolder in 1789 betekende de afdamming van het Hellegat bij Luntershoek. Hulst kon toen niet meer bereikt worden. Wel bleven aan het Hellegat een aantal landbouwhaventjes zoals de Poonhaven, die als haven voor Zaamslag functioneerde. Het Hellegat is langzamerhand dichtgeslibd, ook werden grote stukken ingepolderd, waardoor de zeearm uiteindelijk verdween. In 1845 werd het Hellegat enkele kilometers landinwaarts van de monding afgesloten, nabij Stoppeldijkveer, en kwam de Catharinapolder tot stand. In 1876 volgde de Van Lyndenpolder en in 1926 kwam, met de inpoldering van de monding, waarbij de Hellegatpolder ontstond, definitief een einde aan deze zeearm.
De naam Hellegat is waarschijnlijk te danken aan het vele slik dat zich in de zeearm bevond, waardoor varen over de zeearm niet altijd even makkelijk was.
Vroeger was er een veer tussen Stoppeldijk en Zaamslag over het Hellegat. Aan de ligging van de buurtschappen Stoppeldijkveer en Zaamslagveer is nog te zien waar de oude zeearm liep. Ook zijn er nog enkele kreken, zoals bij het natuurgebied Groot Eiland die na de inpoldering van het Hellegat nog laten zien waar vroeger de stroomgeulen liepen.